# Кароцо (Ла Специја)
Кароцо је насеље у Италији у округу Ла Специја, региону Лигурија.
Према процени из 2011. у насељу је живело 153 становника. Насеље се налази на надморској висини од 150 м.